# 大府市循環バス
大府市循環バス（おおぶしじゅんかんバス）は、愛知県大府市が知多乗合（知多バス）に委託して運行しているコミュニティバスである。愛称は「ふれあいバス」。廃止された名鉄バス有松線（有松駅前～大府駅前）、前後線（前後駅前～大府駅前）の代替路線でもあり、それ以前は名鉄バスおよび大興タクシーが運行していた。

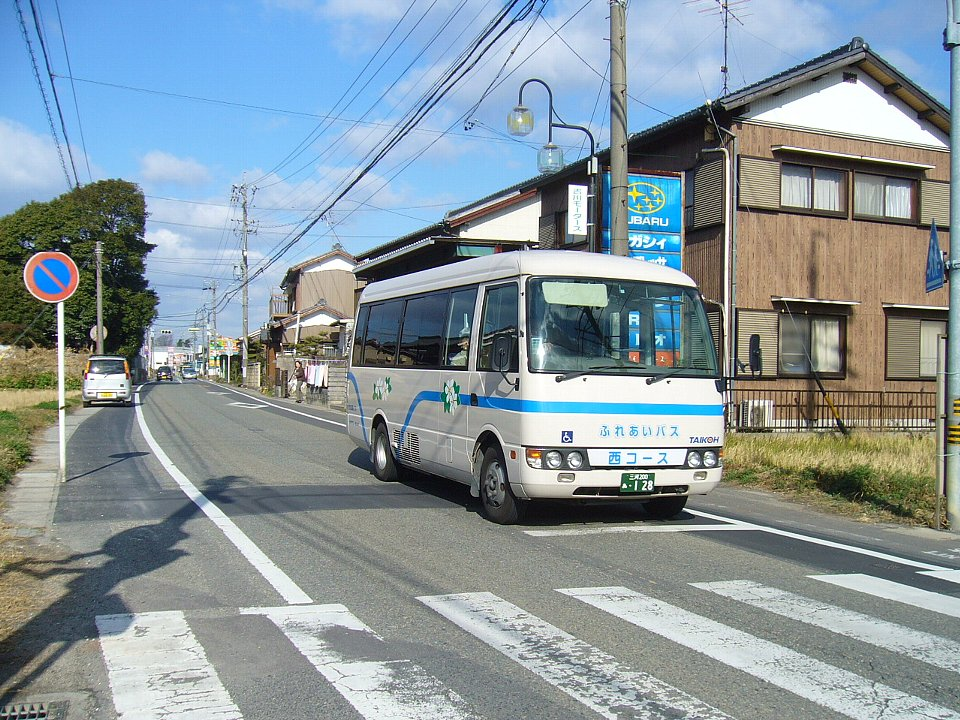
西ルート 吉川町1丁目バス停付近にて

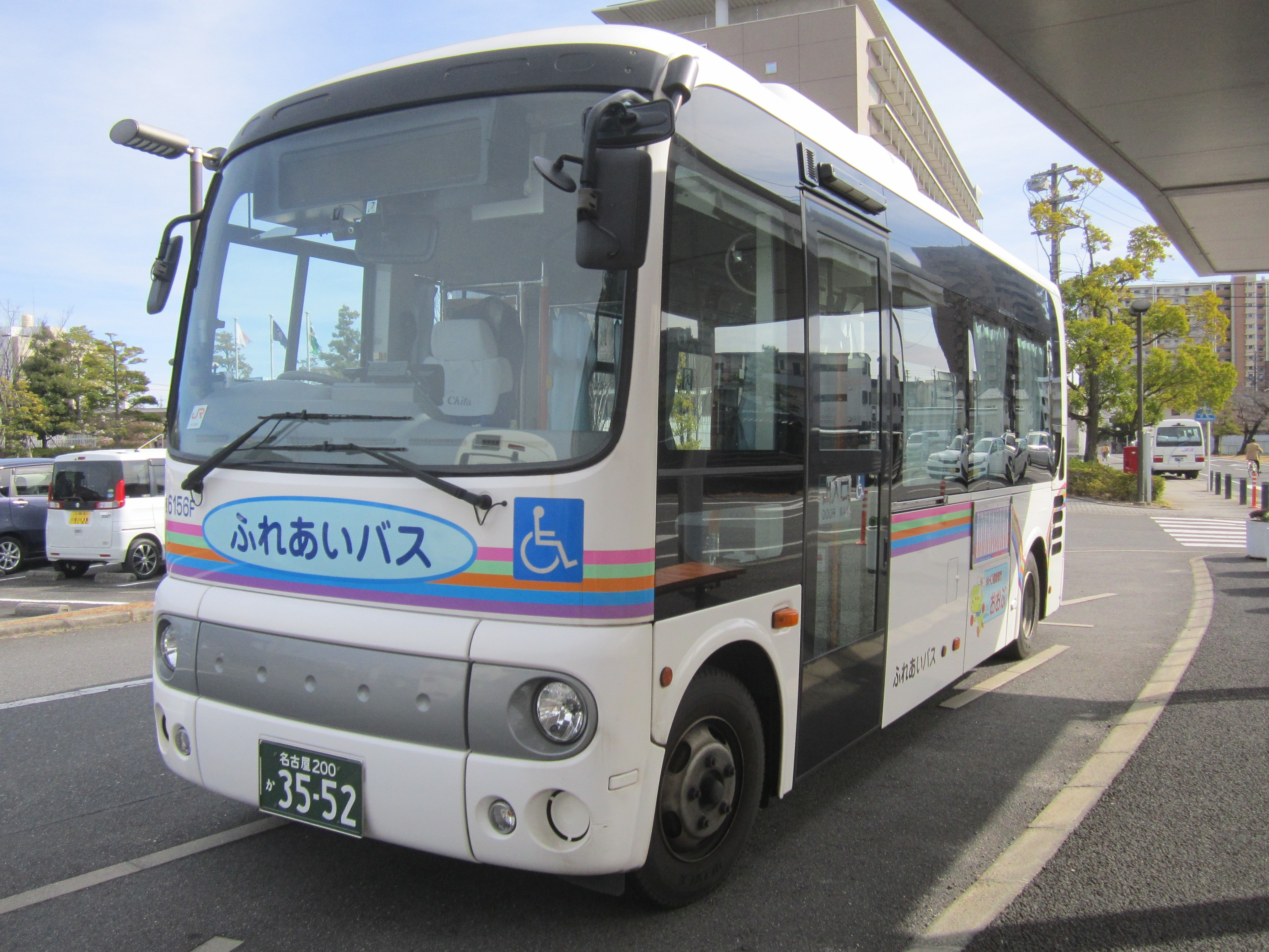
大府市役所付近にて

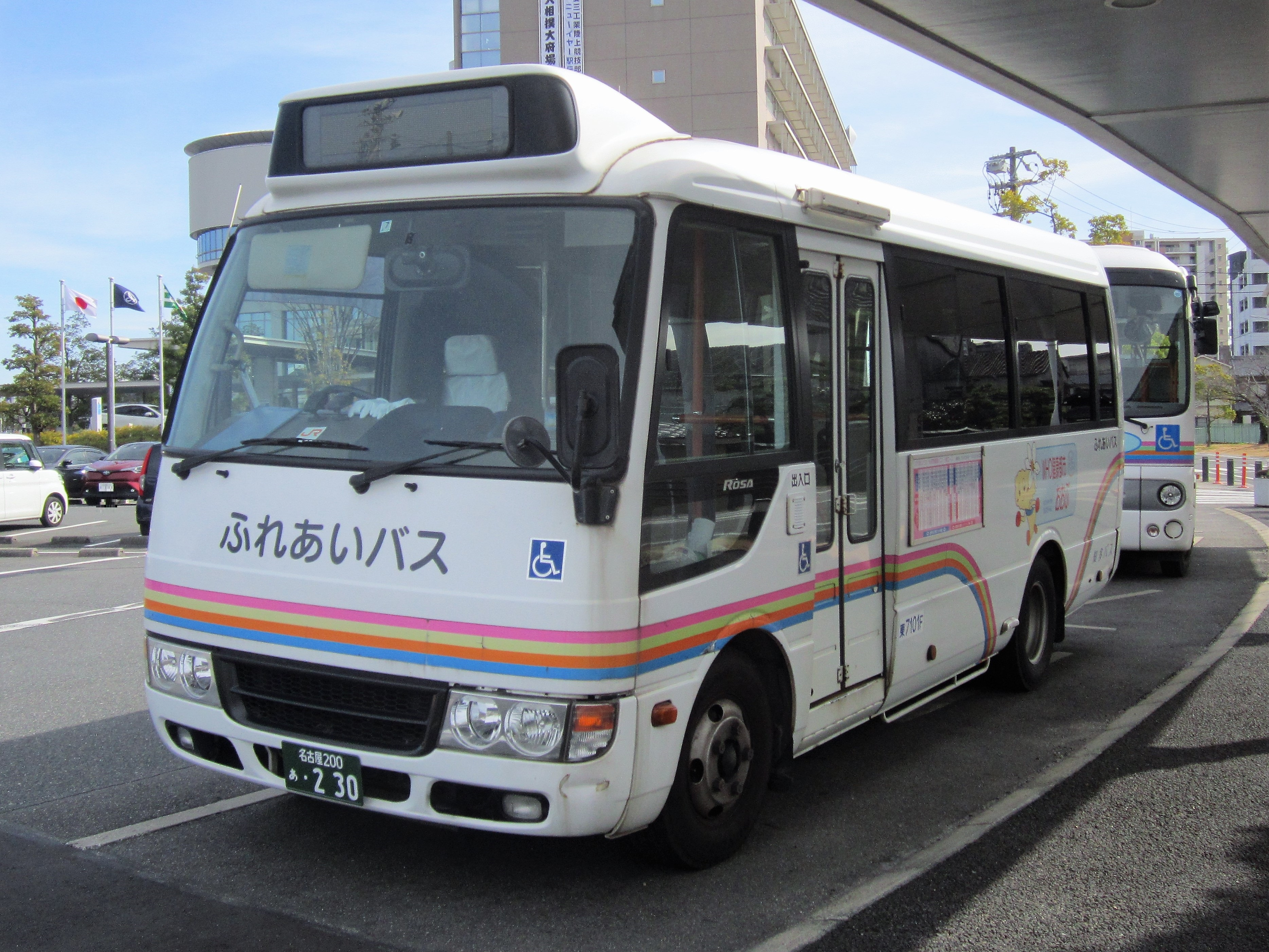
大府市役所付近にて

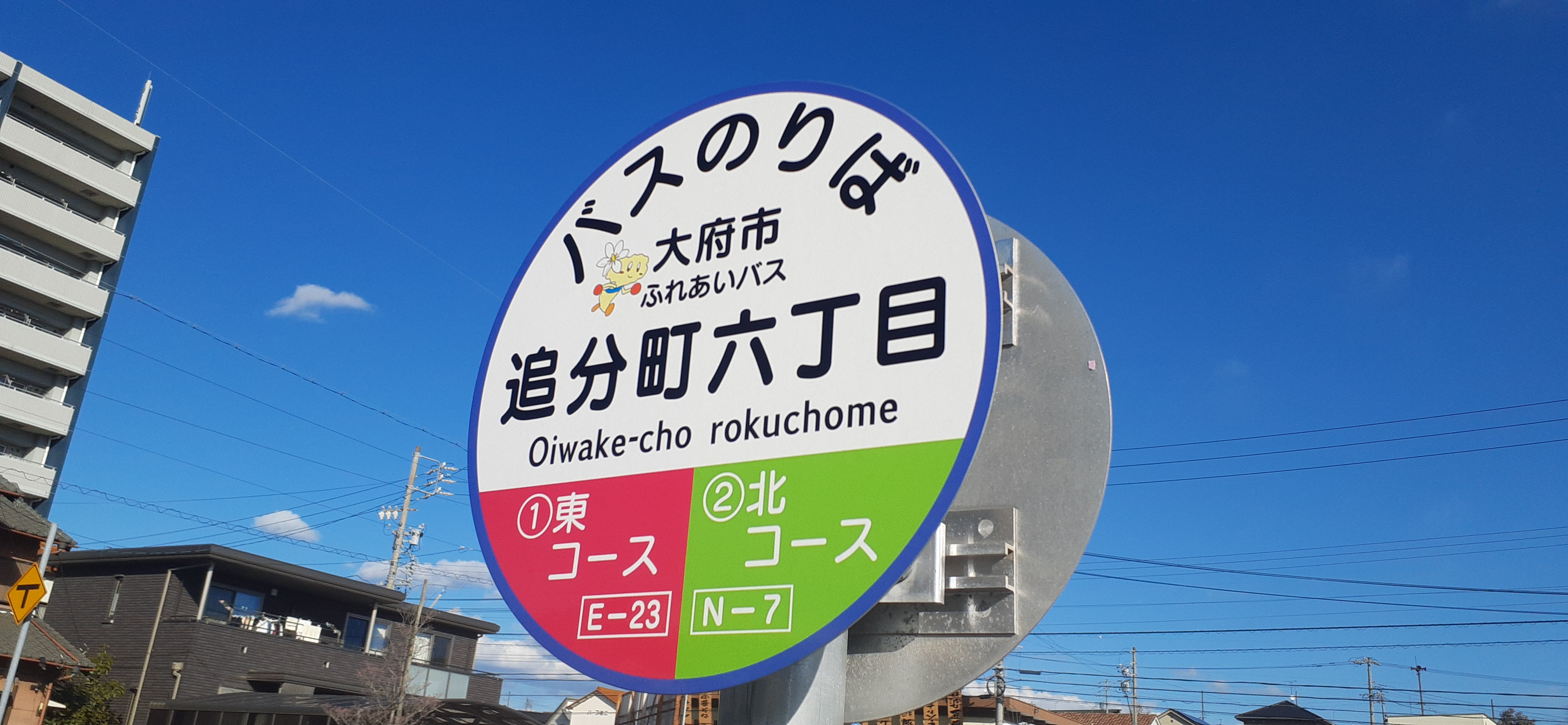
追分町6丁目にて

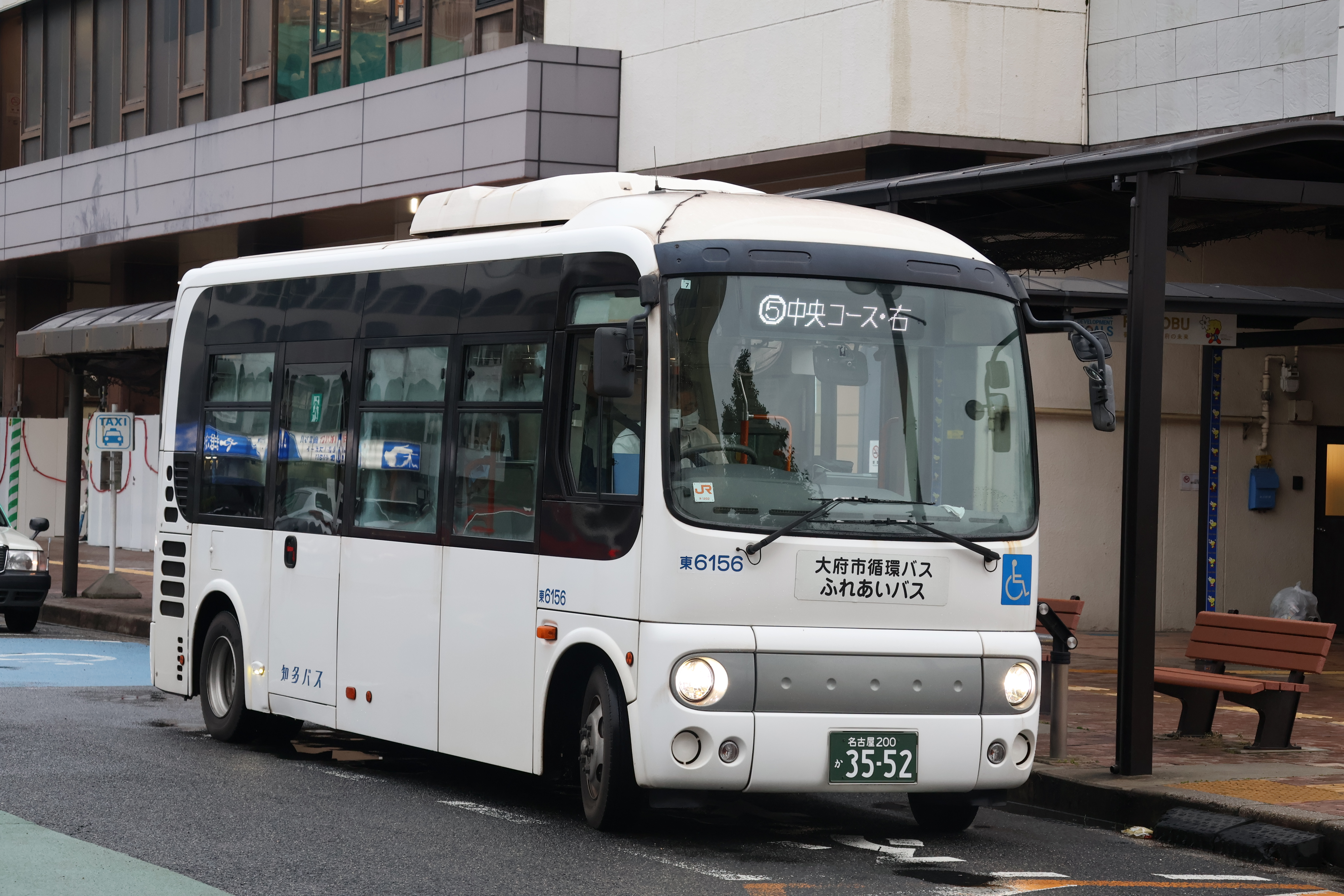
大府駅東口にて　中央コース代走中

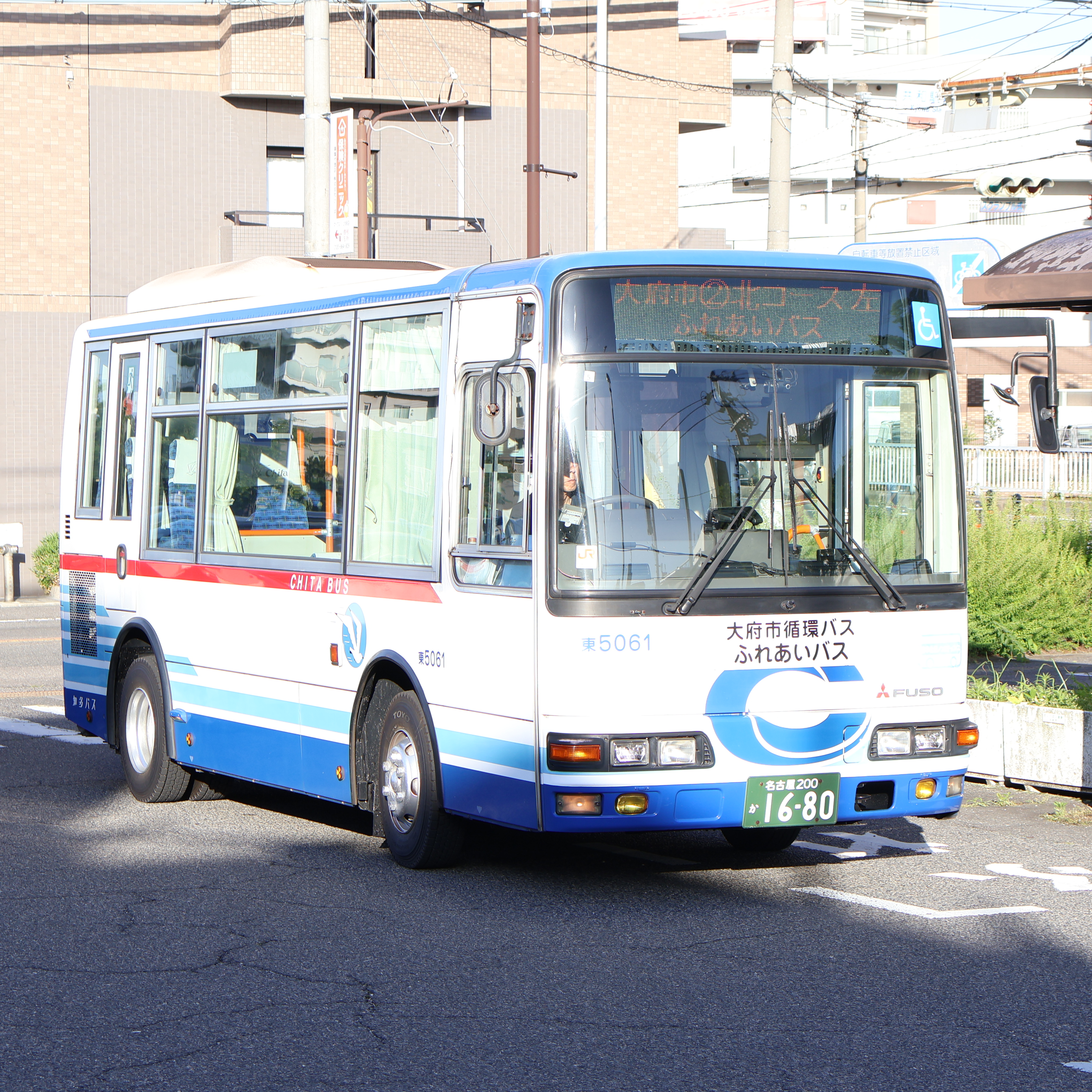
共和駅東口にて　北コース代走中

## 歴史
- 2000年（平成12年）11月1日 - 東コース、中央コース、西コースの3路線で開設。
- 2002年（平成14年）4月1日 - 一部ルート変更。
- 2004年（平成16年）7月1日 - 運行委託を名鉄バスから大興タクシーに変更。
- 2005年（平成17年）7月1日 - 中央コースを中央東コースと中央西コースに分離。4路線となる。
- 2008年（平成20年）7月1日 - 70歳以上の市民の無料化、運休日の改正。
- 2010年（平成22年）9月1日 - 月・水・金と火・木・土・日から左回りと右回りに変更。同時に運行委託を大興タクシーから知多乗合に変更。
- 2014年（平成26年）6月1日 - 中央コースを増設。5路線となる。
- 2019年（令和元年）9月2日 - 豊明市の名鉄前後駅と東海市の上野台に乗り入れる。同時に共和駅、大府駅を発着とするルートに再編。
- 2020年（令和2年）10月1日- 東コース、北コース、西コース、南コース、中央コースで新車両が導入。
- 2023年（令和5年）4月1日 - 交通系ICカードでの精算を開始。
- 2023年（令和5年）10月1日-東コースに「長寿医療研究センター」バス停への直行便（日当たり2便）を新設。同時に中央コースにふれあいバスでは初めてEVバスを導入するとともに、日当たり9便から16便に増便され、JR大府駅西口に乗り入れる。
- 2025年 (令和7年) 10月1日-新コースのサクラコース、ツツジコースが追加と一部早朝、夜の便を減便。

## ルート

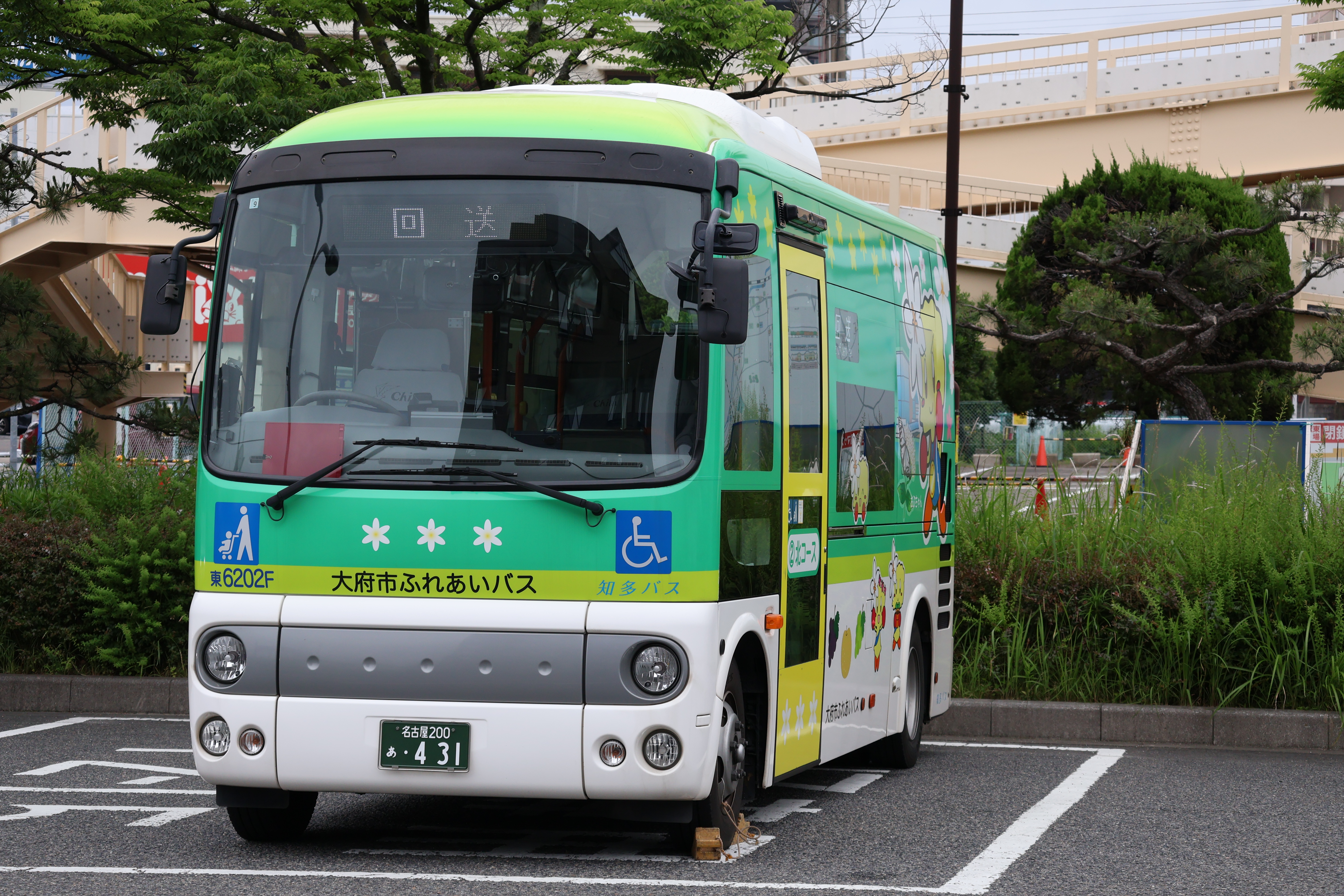
共和駅東口にて　北コース専用車

- 東コース
- 北コース（旧中央東コース）

- 西コース（旧中央西コース）
- 南コース（旧西コース）
- 中央コース 右まわり・左まわり
- サクラコース
- ツツジコース

## 使用車両
大府市循環バス（大府市ふれあいバス）では、知多バスの半田営業所（住吉車庫）・東海営業所（加木屋車庫）所属の車両が使用されており、車種は日野・ポンチョやBYD・J6が現在使用されている。また、定期点検や事故などの代走として旧大府市ふれあいバス車の日野・ポンチョ、三菱ふそう・ローザと知多バス汎用車の三菱ふそう・エアロミディMEが使用されている。

## 運賃
1乗車100円均一。
- 2023年（令和5年）4月1日から、manaca・TOICA・Suicaなどの交通系ICカードが利用可能。
- 現金は先払い。交通系ICカードは運転手に申告の上、乗車時と降車時にカードリーダーにタッチする。
- 小学生以下、中学生で生徒手帳を運転手に提示した方は無料。

2008年7月1日より70歳以上の市民は無料（ただし福祉課窓口か公民館で申請し「ふれあいパス70」を受け取る必要がある）。

## 愛称について
大府市循環バスの愛称は「ふれあいバス」だが、実際には一般公募の結果より、「くちなし」又は「くちなしバス」となることが決定していた。くちなしとは大府市の市花であるクチナシからであるが、一部の市民や議員より、「くちなしという言葉が差別になる」（「くちなし」→「口無し」という意味と思われる）という意見が出されたため、「ふれあいバス」に決定した。

## 備考
「口無大池」バス停で名古屋市営バスの鳴海12号系統・鳴子13号系統・有松11号系統・緑巡回系統に乗り換えが可能である。